# معهدا بريدة وعنيزة العلميان
معهدا بريدة وعنيزة العلميان، أول معهدان يفتتحان خارج مدينة الرياض في عهد الملك عبدالعزيز.

## نبذة عن المعهد
يقع المعهدان في منطقة القصيم ، وافتتحا على نمط معهد الرياض العلمي في مدينة الرياض، وقد افتتحا في سنة واحدة حيث افتتح معهد بريدة أواخر عام 1372هـ، وافتتح معهد عنيزة مطلع عام 1373هـ، وبلغ عدد طلاب كل معهد عام الافتتاح (120) طالبًا. وتخرجت الدفعة الأولى من المعهدين عام 1377هـ.
وتولى إدارة معهد بريدة الشيخ محمد بن ناصر العبودي، وتولى إدارة معهد عنيزة الشيخ إبراهيم بن سليمان القاضي ثم عقبه الأستاذ سعد أبو معطي.

## أهداف افتتاح المعهدين
- تربية الناشئة تربية إسلامية تساعدهم على تكوين شخصياتهم في الحياة.
- تزويد الناشئة بما يحتاجون إليه من العلوم والآداب والفنون بما يخدمهم ويخدم مجتمعهم ووطنهم.
- إعداد الناشئة لاستكمال دراستهم الجامعية. [2]

## النظام الدراسي للمعهدين
كانت مناهج الدراسة ومراحلهما في المعهدين على غرار معهد الرياض العلمي من حيث وجود سنتين تمهيديتين وأربع سنوات ثانوية، وفي عام 1376هـ تم تعديل نظام الدراسة في المرحلة الثانوية، فأصبحت سنوات الدراسة خمسًا، وفي عام 1382هـ ألغيت المرحلة التمهيدية، وأصبح في المعاهد العلمية مرحلتين ( متوسطة، ثانوية) وتبلغ مدة الدراسة فيها خمس سنوات.